# جيمي سافيل
جميي ويلسون فينسنت سافيل (بالإنجليزية: James Wilson Vincent Savile)، (31 أكتوبر 1926 – 29 أكتوبر 2011) أو جيمي سافيل، هو شخصية تلفزيونية وإذاعية إنجليزي راحل، وهو أيضا مدير قاعة الرقص ومنظم حملات تبرعات. استضاف البرنامج التلفزيوني على بي بي سي «جيم سيهتم بالأمر» Jim'll Fix It، كان أول وآخر مقدم لبرنامج قوائم الموسيقى البريطاني توبس أوف ذا بوبس، وجمع ما يقدر بأربعين مليون جنيه استرليني للجمعيات الخيرية. في زمن وفاته أثنى عليه الكثيرون بشخصيته المحبوبة وأعماله الخيرية. بعد وفاته، أدليت ضده مئات المزاعم بالاعتداء الجنسي، ما قاد الشرطة إلى الاعتقاد بأن سافيل كان متحرش جنسيا— ويحتمل أنه سجله بالاعتداءات الجنسية قد يعتبر الأغزر في بريطانيا. كانت هناك عدة مزاعم ضده خلال حياته، لكن تم دحضها من قبل الصحافة وتم تجاهل أو تكذيب الشهود؛ كما اتخذ سافيل إجراءات قانونية ضد بعض من اشتكوا عليه.
تم تجنيد سافيل للعمل في مناجم الفحم خلال الحرب العالمية الثانية. بدأ مسيرته بتشغيل الاسطوانات في قاعات الرقص قبل أن يبدأ بإدارة هذه القاعات، وقيل إنه كان أول دي جاي يستخدم الأقراص الدوارة المزدوجة لتظل الموسيقى مستمرة في اللعب. بدأت مسيرته الإعلامية كمشغل أغاني في راديو لوكسمبورغ في عام 1958 وعلى تلفزيون تاين تيز عام 1960، وكون لنفسه سمعة كشخص غريب الأطوار ومبهرج. كما قدم النسخة الأولى من برنامج توبس أوف ذا بوبس على بي بي سي في عام 1964 وتم بثه على الراديو من 1968. من عام 1975 حتى عام 1994، قدم برنامج «جيم سيهتم بالأمر»، وهو برنامج تلفزيوني شهير يحقق فيه رغبات المشاهدين، ومعظمهم من الأطفال. اشتهر سافيل خلال حياته بجمع التبرعات ودعم الجمعيات الخيرية والمستشفيات، وبالأخص مستشفى ستوك ماندفيل في أيليسبري، ومستوصف ليدز العام ومستشفى برودمور في بيركشاير. في عام 2009 وصفته صحيفة الجارديان بأنه «محسن استثنائي»  وتم تكريمه على أعماله الخيرية. وتحصل على وسام الإمبراطورية البريطانية في عام 1971 ومنح لقب فارس في عام 1990.
في أكتوبر 2012، بعد عام تقريبا من وفاته، عرضت محطة آي تي في وثائقيا يفحص مزاعم الاعتداء الجنسي على يد سافيل، فغطى الإعلام الموضوع بشكل موسع ولتظهر بعدها مجموعات أخرى من الشهود وتكلموا عن حالات الاعتداء الجنسي ضدهم، لتظهر بعدها اتهامات ضد الهيئات العامة للتستر على الموضوع أو فشلها في أداء واجبها. بدأت شرطة سكوتلاند يارد تحقيقا جنائيا في مزاعم الاعتداء الجنسي على الأطفال من قبل سافيل والتي امتدت لستة عقود،  واصفين إياه بأنه «وحش مفترس جنسي»، وبعد ذلك ذكروا أنهم يتبعون أكثر من 400 دليل للتحقيق بناء على شهادة 300 ضحية محتملة عبر 14 قوة شرطة في جميع أنحاء المملكة المتحدة. بحلول أواخر أكتوبر 2012، أسفرت الفضيحة عن عمليات تحقيق أو تقييم في هيئة الإذاعة البريطانية، وخدمة الصحة الوطنية، والنيابة العامة، ووزارة الصحة. في يونيو 2014، أسفرت التحقيقات في أنشطة سافيل في 28 مستشفى، بما في ذلك مشفى ليدز العام ومستشفى برودمور للأمراض النفسية، إلى أنه اعتدى جنسيا على الموظفين والمرضى الذين تتراوح أعمارهم بين 5 و 75 عاما طوال عدة عقود.
في يناير 2013، ذكر تقرير مشترك من قبل الشرطة المدنية والجمعية الوطنية لمنع العنف ضد الأطفال، وكان بعنوان «منح صوت للضحايا»، أن 450 شخصا تقدموا بشكاوى ضد سافيل في مدة زمنية تمتد بين عامي 1955 و2009 تتراوح أعمارهم من المشتكين في زمن الاعتداء ما بين 8 إلى 47 عاما. تضمنت مجموعة الضحايا الذي تقدموا بالشكوى 28 طفلا تقل أعمارهم عن 10 سنوات، بينهم 10 أولاد لا تزيد أعمارهم عن ثماني سنوات. ونحو 63 فتاة تتراوح أعمارهن بين 13 و 16 سنة، وحوالي ثلاثة أرباع ضحاياه المزعومين كانوا تحت سن الثامنة عشرة. وسجلت 214 جريمة جنائية، حيث تم الإبلاغ عن 34 حالة اغتصاب في 28 مركز شرطة.

## وصلات خارجية
- جيمي سافيل على موقع IMDb (الإنجليزية)
- جيمي سافيل على موقع الموسوعة البريطانية (الإنجليزية)
- جيمي سافيل على موقع ميوزك برينز (الإنجليزية)
- جيمي سافيل على موقع ديسكوغز (الإنجليزية)
- جيمي سافيل على موقع قاعدة بيانات الفيلم (الإنجليزية)